# Mike Allred
Michael Dalton Allred (Roseburg, 20 de febrer de 1969) és un autor de còmics estatunidenc conegut per les seves creacions de còmics independents, Madman i iZombie i el seu treball a Marvel Comics. El seu estil es compara sovint amb l'art pop, així com amb l'art comercial i el còmic dels anys 50 i 60.
Acostuma a signar les seves portades amb el seu cognom en vermell, sovint separant-lo en dues línies com si fossin dues paraules: ALL RED (en anglès, all red significa tot vermell).

## Primers anys de vida
Allred va ser criat com a membre de l'Església de Jesucrist dels Sants dels Darrers Dies. Després del divorci dels seus pares, es va criar amb el seu pare a Oregon, mentre que els seus germans i la seva mare es van traslladar a Utah. Es considera un mormó, tot i que de tendència liberal, i ha afirmat que encara s'identifica amb les creences, i considera que el Llibre de Mormó és una història fenomenal i fascinant, independentment de la seva precisió factual.

## Carrera
Mike Allred va començar la seva carrera com a presentador de ràdio a KYES AM 950 (KY95) a Roseburg, Oregon. Més tard es va convertir en reporter de televisió a Europa i va començar a dibuixar còmics el 1989 amb la novel·la gràfica de 104 pàgines Dead Air (Slave Labor Graphics). Va seguir amb les seves obres de títol semblant Graphique Musique (1990) i Grafik Muzik (Calibre Comics 1990–1991), en les quals va exposar l'estil pel qual s'havia de fer conegut amb el seu personatge més famós, Madman.
Madman va aparèixer per primera vegada com a Frank Einstein a Creatures of the Id i Grafik Muzik publicats el 1990, però no va ser fins al març de 1992 que la primera minisèrie Madman va debutar a Tundra Publishing el març de 1992. La sèrie va obtenir més reconeixement amb el seu pas a Dark Horse Comics l'abril de 1994, on va ser rellançada com Madman Comics i va ser nominada a diversos premis Harvey. Madman Comics va tenir 20 números i va acabar l'any 2000. Del 2007 al 2009, Image Comics va publicar Madman: Atomic Comics de 17 números.
Allred va dibuixar part de l'arc de la història de "Worlds' End" de 1993 a la sèrie The Sandman de Neil Gaiman.
Allred va aparèixer com ell mateix al llargmetratge de 1997 Perseguint l'Amy com a part de l'escena inicial d'una convenció de còmics, signant còpies del seu còmic Madman. També proporciona l'art del còmic de ficció Bluntman and Chronic.
El mateix Allred va guanyar més atenció amb el còmic de ciència-ficció/rock-and-roll Red Rocket 7 (Dark Horse, 1997) i el seu art per a la sèrie X-Force de l'escriptor Peter Milligan, que va començar a dibuixar el juliol. 2001, i posteriorment es va convertir en X-Statix. L'any 2000, AAA Pop va publicar Allred's The Atomics, presentant un grup de beatniks amb superpoders. El número 116 de X-Force, la primera col·laboració entre Allred i Milligan, va ser el primer còmic de Marvel que no tenia el segell d'aprovació del Comics Code Authority des de 1971.
El 2004 i el 2005, Allred va escriure i dibuixar The Golden Plates, una adaptació del Llibre de Mormó. Allred va completar gran part del treball en aquest projecte en col·laboració amb la seva dona Laura Allred.

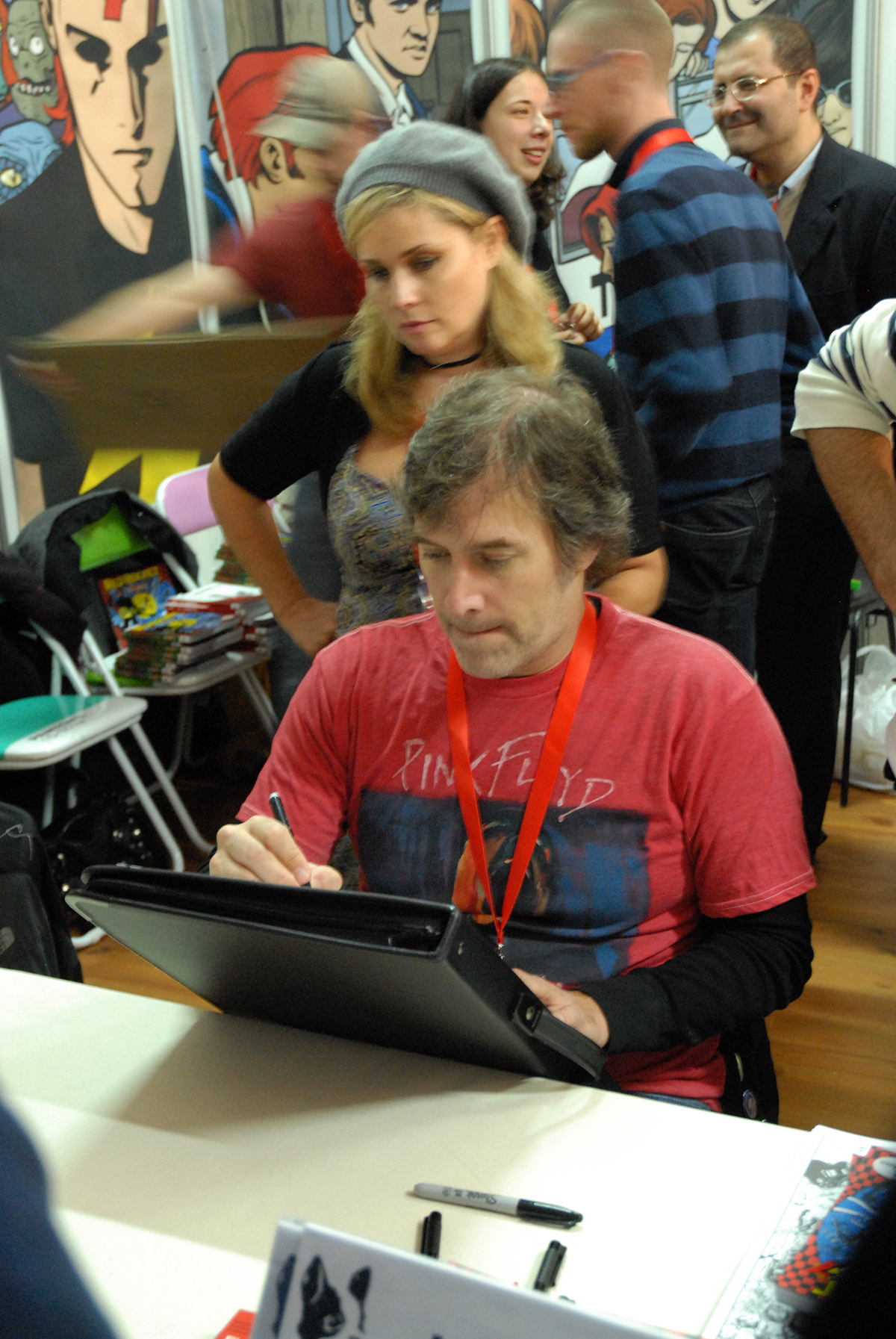
Allred fent esbossos el 2010

Allred va tornar a treballar amb Neil Gaiman el 2009 al serial de Metamorpho de Wednesday Comics. El Madman All-New Giant-Size Super-Ginchy Special! es va publicar l'abril de 2011. Allred i l'escriptor Matt Fraction van crear una sèrie derivada d'Els Quatre Fantàstics, FF, el 2013. L'any següent, Allred i l'escriptor Dan Slott van llançar una nova sèrie de Silver Surfer a Marvel. La seva sèrie de còmics iZombie, que va funcionar del 2010 al 2012, va ser adaptada a una sèrie de televisió del 2015 amb el mateix nom. Allred va dibuixar la portada de la variant dels anys 60 per a Action Comics nº 1000 (juny de 2018).
Sovint col·labora amb la seva dona, la colorista Laura, encara que tots dos treballen també en projectes independents l'un de l'altre.

## Premis
L'art d'estil retro d'Allred ha estat nominat a diversos premis de còmics com els Harvey, els Eisners i els Eagles. En la seva carrera, ha rebut:
- Premi especial AML 2005 per The Golden Plates[20]
- Premi Inkpot 2009[21]
- Premi AML 2011 en la categoria de "Premi especial en narrativa gràfica" per a tota una vida d'art còmic[22]
- L'adaptació televisiva de la seva sèrie de còmics Vertigo iZombie va rebre el premi Millor Fandom Nou als MTV Fandom Awards 2015[23]
- Premi Eisner 2016 al millor número individual/One Shot (Silver Surfer nº 11)[24]
- Premi Eisner 2021 al millor llapis/entintador (Bowie: Stardust, Rayguns and Moonage Daydreams)[25]

## Obra
- Dead Air (Slave Labor Graphics, 1989)
- Graphique Musique nº 1–3 (Slave Labor Graphics, 1989–1990)
- Creatures Of The Id nº 1 (Calibre Press, 1990)
- Grafik Muzik nº 1–4 (Caliber Press, 1990–1991)
- The Everyman (Epic Comics, 1991)
- Madman nº 1–3 (Tundra Publishing, 1992)
- Madman Adventures nº 1–3 (Tundra Publishing, 1992–1993)
- Vertigo Visions: The Geek nº 1 (DC Comics / Vertigo, 1993)
- Vertical (DC Comics/Vertigo, 1993, amb l'escriptor Steven T. Seagle)
- Vertigo Jam nº 1 (DC Comics/Vertigo, 1993)
- Sandman nº 54 (DC Comics/Vertigo, 1993, amb l'escriptor Neil Gaiman)
- Madman Comics nº 1–20 (Dark Horse Comics, 1994–2000)
- Untold Tales of Spider-Man '96 nº 1 (Marvel Comics, 1996)
- Superman/Madman Hullabaloo nº 1–3 (DC Comics/Dark Horse Comics, 1997)
- Red Rocket 7 nº 1–7 (Dark Horse Comics, 1997–1998)
- Feeders nº 1 (Dark Horse Comics, 1999)
- The Atomics nº 1–15 (AAA Pop, 2000–2001)
- Superman and Batman: World's Funnest nº 1(DC Comics, 2001)
- Green Lantern/Superman: Legend of the Green Flame nº 1 (DC Comics, 2001)
- X-Force nº 116–123, 125-128 (Marvel Comics, 2001–2002, amb l'escriptor Peter Milligan)
- Ultimate Marvel Team-Up nº 4–5 (Marvel Comics, 2001)
- Catwoman vol. 3 nº 1–4 (entintador) (DC Comics, 2002)
- Just Imagine Stan Lee with Chris Bachalo Creating Catwoman nº 1 (entintador) (DC Comics, 2002)
- X-Statix nº 1–4, 6–9, 11–19, 21–26 (Marvel Comics, 2002–2004, amb l'escriptor Peter Milligan)
- Vertigo X Anniversary Preview nº 1 (DC Comics, 2003)
- The Golden Plates nº 1-3 (AAA Pop, 2004-2005)
- Solo nº 7 (DC Comics, 2005)
- Madman Atomic Comics nº 1–17 (Image Comics, 2007–2009)
- Fables nº 76 (DC Comics, 2008, amb l'escriptor Bill Willingham)
- Wednesday Comics nº 1–12 (Metamorpho) (DC Comics, 2009, amb l'escriptor Neil Gaiman)
- Nation X nº 1 i 4 (Marvel Comics, 2009–2010)
- iZombie nº 1–28 (Vertigo, 2010–2012)
- Daredevil vol. 3 nº 17 (2012)
- Wolverine and the X-Men nº 17 (2012)
- FF vol. 2 nº 1–5, 7-8, 10-16 (Marvel Comics, 2013-2014)
- Batman Black and White vol. 2 nº 4 (DC Comics, 2014)
- Silver Surfer vol. 7 nº 1–15 (Marvel Comics, 2014–2016)
- Art Ops nº 1–5, 8, 12 (DC Comics/Vertigo, 2015–2016)
- Silver Surfer vol. 8 nº 1–14 (Marvel Comics, 2016–2017)
- Bug!: The Adentures of Forager nº 1–6 (Young Animal, 2017)
- Batman '66 Meets the Legion of Super-Heroes nº 1 (DC Comics, 2017)
- Infinity Countdown: Adam Warlock nº 1 (Marvel Comics, 2018)
- Peter Parker: The Spectacular Spider-Man Annual nº 1 (Marvel Comics, 2018)
- Giant-Size X-Statix nº 1 (Marvel Comics, 2019, amb l'escriptor Peter Milligan)
- Bowie: Stardust, Rayguns and Moonage Daydreams (Insight Comics, 2020)
- X-Ray Robot nº 1–4 (Dark Horse Comics, 2020)
- X-Cellent nº 1–5 (Marvel Comics, 2022, amb l'escriptor Peter Milligan)
- The X-Cellent nº 1–5 (Marvel Comics, 2023, amb l'escriptor Peter Milligan)
- Superman: Space Age nº 1-3 (DC Black Label, 2022-23

### Només portades
- Caliber Presents nº 15 (Caliber Comics, 1990)
- Cheval Noir nº 39 (Dark Horse Comics, 1993)
- The Comics Journal nº 164 (Fantagraphics Books, 1993)
- Hero Illustrated Special Edition nº 2 (Warrior Publications, 1994)
- Classic Star Wars: The Early Adventures nº 1 (Dark Horse Comics, 1994)
- Dark Horse Presents nº 100–0, 100–5 (Dark Horse Comics, 1995)
- Heartbreakers nº 3 (Dark Horse Comics, 1996)
- Jay &amp; Silent Bob nº 2 (Oni Press, 1998)
- Vertigo: Winter's Edge nº 2 (DC Comics/Vertigo, 1999)
- Empty Love Stories nº 2 (Funny Valentine Press, 1999)
- Oni Press Summer Vacation Supercolor Fun Special nº 1 (Oni Press, 2000)
- Comicology #2 (TwoMorrows Publishing, 2000)
- Oni Press Color Special nº 1–2 (Oni Press, 2001–2002)
- Madman Picture Exhibition nº 4 (AAA Pop Comics, 2002)
- X-Statix nº 20 (Marvel Comics, 2004)
- Spider-Man Unlimited vol. 2 nº 6 (Marvel Comics, 2005)
- Marvel Knights 4 nº 23–24 (Marvel Comics, 2005–2006)
- X-Statix Presents: Dead Girl nº 1–5 (Marvel Comics, 2006)
- Kabuki nº 9 (Icon Comics, 2007)
- Spider-Man Fairy Tales nº 4 (Marvel Comics, 2007)
- Popgun Volume 1 (Image Comics, 2007)
- The Perhapanauts Annual nº 1 (Image Comics, 2008)
- Jersey Gods nº 1, 4, 6–10, 12 (Image Comics, 2009–2010)
- Rapture nº 3 (Dark Horse Comics, 2009)
- Fractured Fables gn (Silverline Books, 2010)
- Captain Action Season 2 nº 1 (Moonstone Books, 2010)
- Teen Titans nº 86 (DC Comics, 2010)
- glamourpuss nº 19 (Aardvark-Vanaheim, 2011)
- iZombie nº 12, 18, 21, 24 (DC Comics/Vertigo, 2011–2012)
- The Next Issue Project nº 3 (Image Comics, 2011)
- Star Trek/Legion of Super-Heroes nº 5 (IDW Publishing, 2012)
- It Girl! and the Atomics nº 1–12 (Image Comics, 2012–2013)
- Before Watchmen: Silk Spectre nº 3 (DC Comics, 2012)
- Happy! nº 1 (Image, 2012)
- Mars Attacks The Real Ghostbusters nº 1 (IDW Publishing, 2012)
- Batman '66 nº 1–3, 5, 7 (DC Comics, 2013–2014)
- All New Doop nº 1 (Marvel Comics, 2014)
- Batman ’66 Meets Steed And Mrs Peel nº 1-6 (DC Comics, 2016)
- Booster Gold/The Flintstones Special nº 1 (DC Comics, 2017)
- Action Comics nº 1000 (portada variant, DC Comics, 2018)
- Dick Tracy: Dead or Alive nº 1-4 (IDW Publishing, 2018-2019)

### Altres treballs

#### Com a artista
- Mallrats (1995) (seqüència d'obertura)
- Perseguint l'Amy (1997) (art de Bluntman and Chronic)
- The Faculty (1998) (Logotip de l'equip de futbol The Hornets)
- Ingredients the Band – Bears Driving Trains (2006) (portada de l'àlbum)
- Skyscape – Zetacarnosa (2009) (portada de l'àlbum)
- iZombie (sèrie de televisió) (2014) (introducció a la seqüència del títol)
- Christmas Party (2018) (portada de l'àlbum The Monkees)

#### Com a escriptor
- Astroesque (1996)
- G-Men from Hell (2000)

#### Com a músic
- The Gear - Son of Red Rocket Seven (1998)
- The Gear - Left Of Center Of The Universe (2009)